# Blephariatacta brasiliana
Blephariatacta brasiliana är en tvåvingeart som beskrevs av Townsend 1931. Blephariatacta brasiliana ingår i släktet Blephariatacta och familjen parasitflugor. Inga underarter finns listade.